# Георги Узунов (кмет)
Вижте пояснителната страница за други личности с името Георги Узунов.
Георги Иванов Узунов е български общественик, кмет на град Плевен, България от 1912 до септември 1913 г.
Деец е на Македоно-одринската организация. Делегат е на Осмия македоно-одрински конгрес от Плевенското македоно-одринско дружество.